# 巨椋池インターチェンジ
巨椋池インターチェンジ（おぐらいけインターチェンジ）は京都市伏見区の第二京阪道路上にあるインターチェンジ。 久御山JCT・門真JCT方面の出入口のみのハーフICである。名称は、かつてこの地にあり、現在は干拓地となっている巨椋池に由来する。

## 道路
- E89 第二京阪道路（1番）

## 接続する道路
- 国道1号（洛南道路）

## 周辺
- 京都外環状線

## 歴史
- 2003年（平成15年）3月30日 : 当IC - 枚方東IC開通。
- 2008年（平成20年）1月19日 : 当IC - 阪神高速8号京都線接続部開通。

## 隣
E89 第二京阪道路
巨椋池本線料金所 - (1) 巨椋池IC - (2) 久御山JCT - (3) 久御山南IC